# GTD–350
A GTD–350 a Szovjetunióban kifejlesztett és Lengyelországban gyártott tengelyteljesítményt szolgáltató gázturbina (szabadturbinás hajtómű), amelyet a Mi–2 helikoptereken alkalmaznak. Több mint 11 ezer darabot gyártottak belőle.

## Története
A gázturbina kifejlesztése 1959-ben kezdődött Szergej Izotov vezetésével az OKB–117 tervezőirodában a fejlesztés alatt álló Mi–2 helikopter számára. A viszonylag kisméretű hajtómű komoly kihívások elé állította a tervezőket, a Szovjetunióban hasonló méretű és teljesítményű hajtómű korábban nem készült. Az első prototípusok 1961-ben készültek el. A hajtóművön az amerikai Allison 250 gázturbina erős hatása érezhető. Még ugyanabban az évben, szeptember 22-én a Mi–2 prototípusa két GTD–350 gázturbinával végrehajtotta az első felszállását. A kísérleti fázisban kisebb átalakításokat végeztek, ennek során módosították az erőátviteli rendszert. A Mi–2 gyártását a Szovjetunió átadta Lengyelországnak, ezzel együtt a GTD–350 gázturbina és a VR–2 reduktor gyártása is Lengyelországba, a PZL rzeszówi gyárába. A gyártás során folyamatosan korszerűsítették a gázturbinát. Az első széria élettartama mindössze 200 üzemóra volt. Ezt még a szovjet tervezők 500 órára, majd később a lengyelországi fejlesztések nyomán 1000 üzemórára növelték. A PZL az 1970-es évek elejétől gyártotta a modernizált, 313 kW teljesítményű GTD–350W változatot. 
A dízelmotorokéhoz hasonló teljesítmény kapcsán felmerültek olyan ötletek, hogy a gázturbinát más járművekben is felhasználják. A Zsozef Kotyin vezetése alatt álló KB–3 tervezőiroda és a gázturbinát kifejlesztő OKB–117 kísérleteket folytatott a GTD–350 harckocsikban történő alkalmazásával kapcsolatban. Először egy BTR–50-be építve végeztek kísérleteket a hajtóművel, majd a KB–3-ban megépített "288-as gyártmány" jelzésű kísérleti harcjárművel próbálták ki, amelybe 2 db gázturbinát építettek. A gázturbina előnyös tulajdonságai mellett azonban hátrányos tulajdonságok is felmerültek (porra érzékenység, nagy levegőigény, motorfék hiánya), így a GTD–350 végül nem került sorozatgyártású harcjárművekbe.

## Felépítése
A GTD–350 egy kisméretű szabadturbinás hajtómű. A kompresszora kétrészes, egy hétfokozatú axiális, és egy azt követő centrifugál-kompresszorból áll. A kompresszorok turbinája egyfokozatú, a szabadturbina kétfokozatú. Az égéstere ellenáramú, egy központi égéstérrel rendelkezik, amely a gázturbina végén helyezkedik el. Az égéstermékek az oldalsó fúvócsövön távoznak. 

## Műszaki adatok
- Hossz: 1350 mm
- Szélesség: 522 mm
- Magasság: 680 mm
- Tömeg: 135 kg
- Fajlagos üzemanyag-fogyasztás: 503 g/kWh
- Levegőfogyasztás: 2,2 kg/s
- Gázhőmérséklet a turbina előtt: 930 °C
- Legnagyobb teljesítmény: 294 kW
- Üzemi teljesítmény: 236 kW

## Külső hivatkozások
- A hajtóművet kifejlesztő Klimov Gépgyár honlapja
- GTD–350 gázturbina a Szolnoki Repülőmúzeumban